# يعقوب بيرمان
يعقوب بيرمان (بالعبرية: יעקב ברמן) (2 يناير 1878 - 22 أبريل 1974) حاخام ومعلم روسي إسرائيلي روسي، وأحد مؤسسي مؤسسات التربية الدينية في إسرائيل. 
حيث أنشأ قسم التربية في المجلس الوطني اليهودي(1924 - 1944). وكان عضوا فيالمجلس الصهيوني العام، كما أسس معهد التوراة التربوي وكان مديرا له حتى وفاته (1950-1974).
حصل على جائزة إسرائيل في التعليم في عام 1968.

## حياته
وُلد بيرمان في شتاء عام 1878 في بلدة سالانتي في مقاطعة غوبرنيه كوفنو في ليتوانيا(التي كانت آنذاك جزءًا من الموشاف اليهودية للإمبراطورية الروسية). أمه هي سبرينتزا (توفيت عام 1929) وأبوه هو حزقيال مائير بيرمان (ابن أخ الحاخام يسرائيل سالانتر، أحد مؤسسي حركة موسار اليهودية الأرثوذكسية).
تلقى تعليمه في سالنت على يد حاخام البلدة الحاخام مائير أطلس، وتابع دراسته في مدرسة تلز الدينية، ورُسم حاخامًا.
وفي عام 1902 تم إرساله كمندوب من قبل حركة مزراحي إلى المؤتمر الصهيوني لعموم روسيا المنعقد في مينسك. وفي عام 1903 شارك في مؤتمر حركة ليدا وبدأ تأسيس مدرسة ليدا الدينية. درس الفلسفة والتربية في جامعة سانت بطرسبرغ. وبعد عام ونصف، تمت دعوته ليكون محاضرًا في التلمود ومحكمًا في مدرسة الحاخام حاييم تشيرنوفيتس في أوديسا. من عام 1910 إلى عام 1920 وفي خلال الحرب العالمية الأولى، شارك في إنقاذ اللاجئين اليهود ونشط في العمل مع قادة اليهود في روسيا.
من يوليو إلى أكتوبر 1917 شغل منصب الحاخام العسكري الرئيسي للجبهة الجنوبية الشرقية، برتبة بولكوفنيك (ما يعادل العقيد)، تحت قيادة ألكسندر كرانسكي. وبعد حصول أوكرانيا على الاستقلال في أعقاب الثورة الروسية، عمل الحاخام بيرمان سكرتيرًا فخريًا للحكومة المؤقتة لأوكرانيا وعضوًا في رئاسة الأمانة الوطنية لليهود الأوكرانيين. 
وهاجر إلى فلسطين في عام 1921.
ومن عام 1922 إلى عام 1923، ترأس الحاخام بيرمان مدرسة نيتساخ إسرائيل في بتاح تكفا. ثم عمل كمراقب رئيسي للمدارس الشرقية وعمل نائبًا لمدير إدارة التعليم بالمجلس الوطني اليهودي(1924 - 1944). وترأس حركة «اليهود المزراحيين» في إسرائيل (1944 - 1948). وعلى مدى سنوات كان عضوا في المجلس الصهيوني العام.
وبعد قيام الدولة، أسس الحاخام بيرمان معهد التوراة التربوي في القدس عام 1950 - والهدف منه هو تدريب طلاب المدرسة الدينية كمعلمين محترفين للدراسات اليهودية، بسبب نقص المعلمين في الدين في جميع المدارس في البلاد. وفي عام 1955 نُقل المعهد إلى رحوفوت، بالقرب من المدرسة الدينية الجنوبية، بعد جهود من رئيسها الحاخام تسفي يهودا ميلتزر. وترأس المعهد حتى وفاته عام 1974. وبعد وفاته سمي المعهد باسمه، موريشيت يعقوب"، وتم إنشاء مدرسة يشيفا "أوروت يعقوب" كجزء منها. 

## جوائز
وفي عام 1968 حصل الحاخام بيرمان على جائزة إسرائيل في التعليم وميدالية "المواطن الفخري للقدس|.  في عام 1972 نال جائزة شابيرا للفكر الصهيوني الديني. 
وتوفي في 22 أبريل 1974 [ [3] وسميت عدة شوارع في إسرائيل باسمه.
في عام 1936 ألف كتاب «أحاديث وفصول من مذكرات» يحتوي على أحاديث شفوية حول موضوع يهود روسيا في أواخر سنوات الحكم القيصري وبداية الثورة الروسية، ونشره الحاخام بيرمان في شتاء عام 1955.

## عائلته
في عام 1957 تزوج من ميريام روزنبلوم، وأنجبا ابنة هي ليا (زوجة ديفيد تسفي بينكاس والذي كان أحد قادة الليكود وعضوا في الكنيست الإسرائيلي ووزيرا).
وفي عام 1959، تزوج مرة أخرى من ليا فيتلوفيتش (أرملة البروفيسور يهودا ليب آشر غولاك من الجامعة العبرية في القدس وأحد مؤسسي البحث الحديث في القانون اليهودي)، وهي ناشطة عامة كانت ناشطة في مجال الحركة المزراحية وعملت مع شقيقها الدكتور يعقوب فيتلوفيتش على نشر الثقافة اليهودية بين اليهود في إثيوبيا.